# Khmer nyelv
A khmer nyelv a khmerek és Kambodzsa hivatalos nyelve. Ez a második legtöbb beszélővel rendelkező ausztroázsiai nyelv, beszélői száma több tízmillió. A khmer nyelvre erős befolyással bírt a szanszkrit és a páli, különösen a királyi és egyházi regiszterekben, a hinduizmus és buddhizmus közvetítésével. Ez a legősibb feljegyzett és írott nyelv a mon-khmer családban, megelőzve a mon nyelvet és a vietnámit is. A földrajzi közelségnek köszönhetően a khmer, thai, lao, vietnámi és cham nyelvek kölcsönösen hatottak egymásra, melyek közösen egy nyelvi csoportot alkotnak a délkelet-ázsiai félszigeteken.
A khmernek saját abugida írása van, melyet khmerül Aksar Khmernek neveznek.
A khmer nyelvet az különbözteti meg az őt körülvevő nyelvektől, mint a thai, a lao és a vietnámi, hogy nem tonális nyelv. A khmer több nyelvjárásra oszlik, melyek beszélői kölcsönösen megértik egymást:
- battambangi, melyet Észak-Kambodzsában beszélnek.
- phnompeni, a fővárosi dialektus, mely a környező tartományokban is elterjedt.
- északi khmer, más nevén Khmer Surin, az északkelet-thaiföldi khmer népcsoport nyelve.
- Khmer Krom vagy déli khmer, amelyet a Mekong-delta bennszülött khmer népessége használ.
- Kardamomi khmer, egy archaikus forma, melyet a nyugat-kambodzsai Kravan‑ (vagy Kardamon‑) hegyekben egy kis népesség beszél.[3]

## Fordítás
- Ez a szócikk részben vagy egészben a Khmer language című angol Wikipédia-szócikk ezen változatának fordításán alapul.  Az eredeti cikk szerkesztőit annak laptörténete sorolja fel. Ez a jelzés csupán a megfogalmazás eredetét és a szerzői jogokat jelzi, nem szolgál a cikkben szereplő információk forrásmegjelöléseként.

### Az írásrendszer elérése számítógépen
- Segítség a khmer Unicode telepítéséhez Archiválva 2008. november 5-i dátummal a Wayback Machine-ben
- A khmer írásrendszer telepítése Windowson Archiválva 2010. február 23-i dátummal a Wayback Machine-ben
  - Figyelmeztetés a Khmer Unicode Keyboard programhoz

### Szótárak
- Angol–khmer–angol online szótár
- Szótár és helyesírás-ellenőrző